# Школа для детей грузинского общества

Фото конца XIX века

Школа для детей грузинского общества — памятник архитектуры во Владикавказе, Северная Осетия. Объект культурного наследия России регионального значения. Находится в исторической части города на улице Церетели, 12.
Соседние объекты культурного наследия: здание бывшего Епархиального женского училища (памятник архитектуры, д. 14/ Бородинская улица, 37. В настоящее время — часть Росгвардии) и Бородинская улица, 40 (памятник архитектуры).

## История
В 1880-е годы грузинская диаспора, проживавшая во Владикавказе, обратилась к городским властям с просьбой об основании грузинской школы в городе. Инициаторами строительства школы для детей грузин, проживающих во Владикавказе, стали начальник Межевой части Терской области Михаил Заалович Кипиани и его друг осетинский писатель Коста Хетагурова. Михаил Кипиани обратился в Тифлис в правление Общества по распространению грамотности среди грузин с просьбой о поддержке строительства школы. 10 октября 1888 года была открыта школа, в которой с обучением на грузинском языке. Открытие школы освещалось известными грузинскими писателями Ильёй Чавчавадзе и Яковом Гогебашвили. Первым директором школы был Михаил Кипиани.
В 1898 году при школе был построен храм святой Нины, вход в который был со стороны современной улицы Церетели. По некоторым данным, в этом храме получил таинство крещения будущий патриарх Грузинской православной церкви Илия II.
В 1909 году в школе обучалось 255 мальчиков. В 1914 году численность учеников сократилась, что привело к увольнению большого числа педагогов. В 1931 году школа была преобразована в семилетку. В 1937 году была разрушен храм святой Нины. В 1938 году состоялся первый выпуск 11 класса. В годы Великой Отечественной войны в здании находился госпиталь. В советское время школе было присвоено имя грузинского просветителя Акакия Церетели.
В школе учился писатель Леван Партенович Готуа.
15 октября 2001 года на фасаде со стороны улицы Церетели была установлена мемориальная доска, посвящённая Михаилу Кипиани и Коста Хетагурову (автор: скульптор Михаил Дзбоев).
В настоящее время в здании действует средняя школа № 19.

## Галерея

Мемориальная доска Михаилу Кипиани и Коста Хетагурову